# Consequentia mirabilis
La consequentia mirabilis (la conséquence étonnante), appelée aussi loi de Clavius, est un raisonnement qui établit la vérité d'une proposition à partir de l'inconsistance de sa négation. Cette loi de logique propositionnelle énonce que toute proposition impliquée par sa propre négation est vraie.
Formellement, elle peut s'écrire :

## Exemples
- S'il ne faut pas philosopher, alors il faut philosopher ; donc, il faut philosopher[1].
- Un exemple de raisonnement similaire: si rien n'est vrai, alors « rien n'est vrai » est vrai; donc, « rien n'est vrai » est faux (puisque nous venons de trouver un énoncé qui est vrai).